# Нормативно съглашение
Нормативните съглашения, или още нормативни договори, представляват договори между субекти на правото, натоварени да изпълняват дейности от публичен интерес или да осъществяват основни права на гражданите.
Страни по нормативните съглашения не са обикновени субекти на правото. Те са с предварително признато качество за осъществяване на определена дейност, представляване на определени професионални групи или упражняване и контрол на определена професия. Съответно свободата на договаряне при нормативните съглашения е ограничена. Нормативни съглашения се сключват в обществен интерес и срокът на договора е определен от закона.
Следват примери за договори с характер на нормативни съглашения.
- Национален рамков договор — създава определени правила за поведение: правни норми, които са задължителни за всички здравноосигурени лица. Основанието за сключване на такъв договор е регламентирано в чл. 53 в Закона за здравно осигуряване. Договорът създава само права за здравноосигурените лица, като страни по него са Националната здравноосигурителна каса и съсловните организации на лекари и стоматолози.

- Колективен трудов договор — сключва се на няколко равнища и има за предмет уговарянето на основните условия за предоставянето на работна сила. Условията на договора са регламентирани в чл. 50-60 от Кодекса на труда. Колективният трудов договор е задължителен за членове на синдикалната организация, която е страна по договора. Тези, които не са част от нея, могат да се присъединят към договора с писмено заявление.